# 埃及艳后 (电影)
《埃及艳后》（英語：Cleopatra）是一部1963年英、美、瑞士共同合拍的史诗歷史电影，內容取材于埃及托勒密王朝末代女王克利奥帕特拉七世与罗马共和国之间的故事，由约瑟夫·L·曼凯维奇执导，伊丽莎白·泰勒、理查德·伯顿、雷克斯·哈里森、罗迪·麦克道尔和马丁·兰道等人主演。
《埃及豔后》在拍攝製作過程中因為巨大的成本超支和製作麻煩而變得惡名昭彰，其中包括導演和演員陣容的改變，拍攝地點的改變，場景必須建造兩次，缺乏穩固的拍攝劇本，以及演員伊莉沙伯·泰萊和李察·波頓的個人醜聞等。本片在當時是有史以來最昂貴的電影，幾乎令二十世紀福斯破產。
本片是1963年的美国电影票房冠军，在美國的票房收入為5770萬美元（相當於2017年的4.61億美元）。但由于其製作和推銷成本高达4400万美元（相當於2017年的3.52億美元）而仍然賠錢。评论家与观众大多对泰勒和伯顿的表演持正面态度，本片後來获得了4項奧斯卡金像獎和被提名5項獎（包括最佳影片獎，但輸給《風流劍客走天涯》）。

## 剧情
公元前48年法萨卢斯战役之后，尤利烏斯·凱撒以被任命为年幼法老托勒密十三世及其姊姊兼共治者克娄巴特拉之父的遗嘱执行人为借口，前往埃及。当时托勒密与克娄巴特拉正处于一场内战中，克娄巴特拉已被逐出亚历山大城。托勒密在三位“监护人”的辅佐下单独执政：宦官首领波提紐斯、导师狄奧多圖斯以及将军阿基拉斯。
克娄巴特拉说服凱撒帮助她从托勒密手中夺回王位。凱撒掌控了王国实权，下令处死波提紐斯，因其曾策划暗杀克娄巴特拉；还将托勒密放逐至东部沙漠，使他与寡不敌众的军队面对米特里達梯的大军。克娄巴特拉被加冕为埃及女王，并开始梦想与凱撒一同统治世界；而凱撒也渴望成为罗马之王。他们结婚，克娄巴特拉生下凱撒里昂，凱撒公开承认其为己子，此事迅速传遍罗马与元老院。
在被授予“终身獨裁官”头衔后，凱撒召唤克娄巴特拉来到罗马。她乘着华丽的仪仗队伍抵达，赢得了罗马民众的喝彩。然而元老院的不满情绪日益高涨，并传出凱撒希望被立为王的流言。公元前44年3月15日，一群密谋者刺杀了凱撒并逃离罗马，引发了一场叛乱。屋大维（凱撒的养子）、马克·安东尼（凱撒的亲信将军）和马尔库斯·雷必达三人结成同盟，镇压了叛乱，并瓜分了共和国。凱撒的遗嘱中承认屋大维而非凱撒里昂为其正式继承人，克娄巴特拉愤怒之下返回埃及。
在策划对东方安息帝國的军事行动时，安东尼意识到他需要大量资金与物资，而只有埃及能提供所需。克娄巴特拉多次拒绝离开埃及后，最终在塔尔苏斯的王室船只上与他会面，两人陷入热恋。屋大维罢免了雷必达后，迫使安东尼返回罗马，他为了避免政治冲突而迎娶了屋大维的姊姊屋大薇，此举激怒了克娄巴特拉。安东尼与克娄巴特拉和解并成婚，同时与屋大薇离婚。屋大维勃然大怒，在罗马元老院公开朗读安东尼的遗嘱，揭露他希望被葬于埃及。罗马由此转向反对安东尼，屋大维号召对埃及宣战，获得热烈响应。战争最终于公元前31年9月2日的亚克兴海战中落幕，屋大维的舰队由阿格里帕指挥，击败了安东尼与埃及联军的主力。克娄巴特拉误以为安东尼已死，命令埃及舰队撤退。安东尼跟随她离去，留下舰队无人指挥，迅速溃败。
数月后，克娄巴特拉将凱撒里昂伪装送出亚历山大。她说服安东尼重新统帅军队抵抗屋大维的推进，但安东尼的士兵在夜间背叛他。安东尼最后的忠臣魯菲奧自尽。安东尼试图激屋大维与他进行单挑，却最终被迫逃入城中。当他返回皇宫时，同样爱上了克娄巴特拉的阿波羅多洛斯告诉他，她已按指示进入陵墓，安东尼误以为她已经死去，随即自刎。之后阿波羅多洛斯承认他撒了谎，并将奄奄一息的安东尼带到克娄巴特拉和两名侍女避难的陵墓中。安东尼在克娄巴特拉怀中死去。
屋大维率军进入亚历山大，并带着凱撒里昂的尸体。阿波羅多洛斯已服毒身亡。屋大维随后得知安东尼已死，而克娄巴特拉被困在陵墓中。他提出，只要克娄巴特拉随他返回罗马，就允许她作为罗马行省的女王继续统治埃及。克娄巴特拉得知儿子已死，便同意了屋大维的条件，并以其儿子的性命起誓不会自尽。然而在屋大维离开后，她命侍女协助自己自杀。屋大维和士兵赶到她的房间时，发现她穿着金衣，身边是两名侍女以及咬死她的那条蝮蛇。

## 演员
- 伊丽莎白·泰勒 饰 克里奥佩特拉七世
- 理查德·伯顿 饰 马克·安东尼

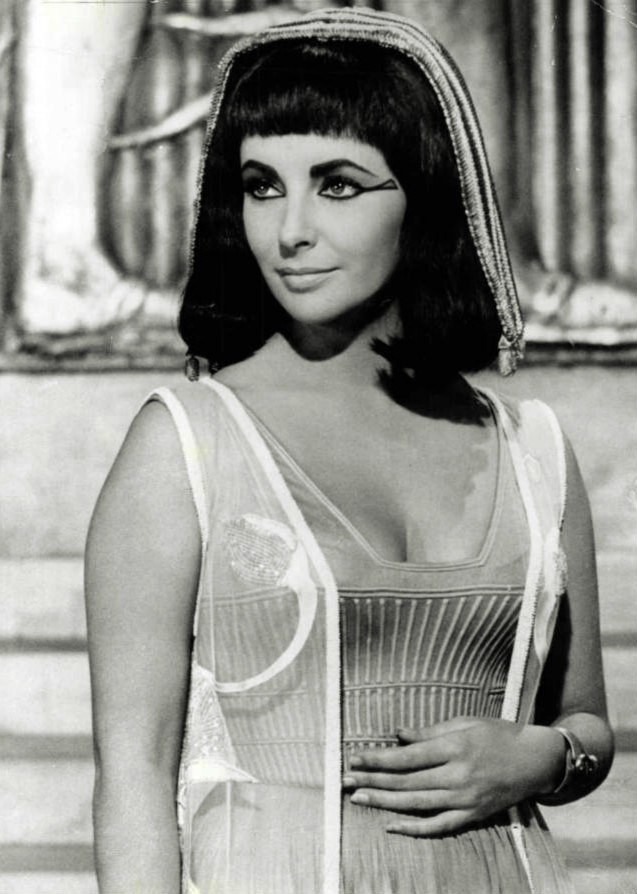
泰勒飾演克里奥佩特拉七世

- 雷克斯·哈里森 饰 盖乌斯·尤利乌斯·恺撒
- 羅尼·麥唐爾（英语：Roddy McDowall） 飾 屋大維，又名奧古斯都
- 馬田·蘭度 飾 Rufio（英语：Rufio (officer of Caesar)）
- 休姆·克羅寧 飾 Sosigenes（英语：Sosigenes of Alexandria）
- 喬治·科爾（英语：George Cole (actor)） 飾 Flavius（英语：Flavia (gens)）
- 卡羅爾·奧康納 飾 Servilius Casca（英语：Servilius Casca）
- 安德魯·凱爾（英语：Andrew Keir） 飾 阿格里帕
- 根·沃特福德（英语：Gwen Watford） 飾 Calpurnia（英语：Calpurnia (wife of Caesar)）
- 肯尼斯·海依（英语：Kenneth Haigh） 飾 布魯圖斯
- 潘蜜拉·布朗（英语：Pamela Brown (actress)） 飾 高階女祭司
- Cesare Danova（英语：Cesare Danova） 飾 Apollodorus（英语：Apollodorus the Sicilian）
- 羅伯特·史蒂芬斯（英语：Robert Stephens） 飾 Germanicus
- 法蘭西斯卡·安妮斯（英语：Francesca Annis） 飾 Eiras
- 理查德·奧沙利文（英语：Richard O'Sullivan） 飾 托勒密十三世
- Grégoire Aslan（英语：Grégoire Aslan） 飾 波提紐斯
- 馬丁·班遜（英语：Martin Benson (actor)） 飾 Ramos
- 約翰·柯爾尼（英语：John Cairney） 飾 Phoebus
- 安德魯·福爾斯（英语：Andrew Faulds） 飾 Canidius
- 麥可·格溫恩（英语：Michael Gwynn） 飾 Cimber
- Michael Hordern（英语：Michael Hordern） 飾 西塞羅

## 制作
由於克莉奧佩特拉七世的故事在1917年無聲電影（希坦·芭拉飾演女主角），以及1934年重拍版（克勞黛·考爾白飾演女主角）受歡迎，二十世紀福斯的高層於1958年聘請了資深荷里活製片人沃爾特·旺格來拍攝另一部重拍版的《埃及豔后》。雖然製片公司最初尋求相對便宜的200萬美元製作，但旺格展望一個更加豪華的史詩電影，並在1959年中期成功談成了更高的500萬美元預算。魯賓·馬莫連被指派執導電影，而伊莉莎白·泰勒則獲得了一份創紀錄的100萬美元合同。拍攝開始於英格蘭，但在1961年1月，泰勒生了重病，所以製作被停工。16週的製作和700萬美元的成本只拍攝了10分鐘的電影。福斯公司被保險公司追款，而馬莫連被解僱。

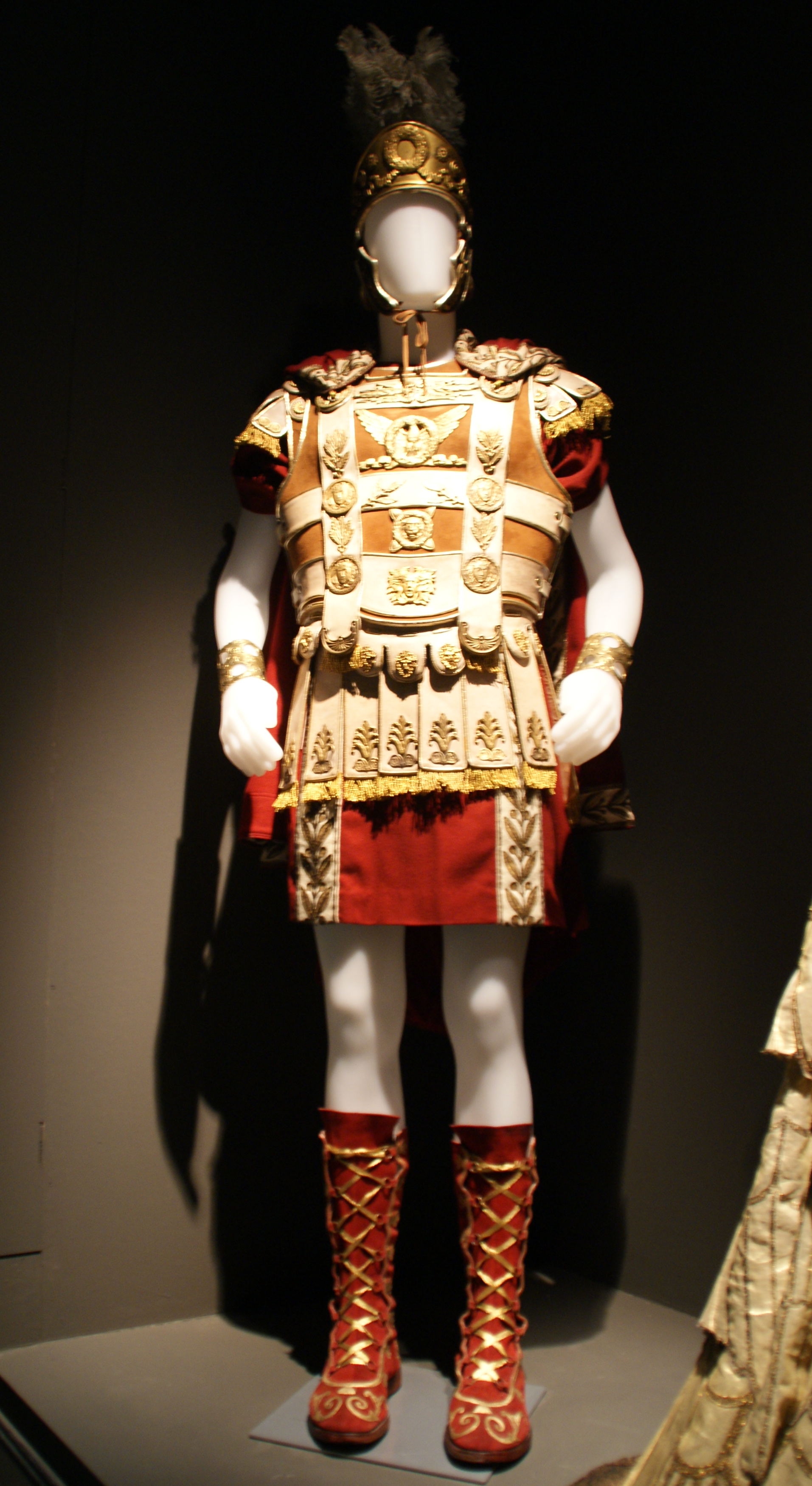
理查德·伯顿在電影裡穿著過的戲服，在意大利羅馬的奇尼奇塔製片廠內陳列出來

在馬莫連離開後，约瑟夫·L·曼凯维奇成為了導演，並且把布景搬到了羅馬以外的奇尼奇塔。彼得·芬奇和斯蒂芬·博伊德由於其他的委托而離開了製作，並由雷克斯·哈里森和理查德·伯顿取代，分別飾演尤利烏斯·凱撒和馬克·安東尼。在拍攝期間，泰勒遇到了伯顿，而兩人開始了一段淫亂的曖昧關係。這件醜聞成為全球的頭條新聞，因為兩人都已經與其他人結婚，並為繁雜麻煩的製作帶來負面影響。曼凯维奇後來在剪接階段被解僱，之後只是被重新僱用來重拍在西班牙的開場的戰爭場面。
曼凯维奇為製片公司播放的電影長達六小時。最初的首映剪成四小時，但製片公司要求（在曼凯维奇的反對意見下）再次把這部電影刪剪，而這次只需要三個多小時長的電影來讓戲院增加每天的放映次數。曼凯维奇未能成功說服製片公司將電影分成兩部分以保留最早期的剪輯版。
《埃及妖后》在當時是有史以來最昂貴的電影，几乎令二十世紀福斯公司破产。

## 原聲帶
《埃及妖后》的音樂由亞歷克士·諾斯作曲。

## 反响和冲击
女主角伊丽莎白·泰勒因本片获得了一项吉尼斯世界纪录：一部电影中换衣服次数最多，在片中她一共换了65次衣服。不过这一纪录仅保持了5年就被打破了，而且几乎是翻倍，朱莉·安德鲁斯在1968年的电影《星星星》中一共有125套衣服。
根据烂蕃茄上收集的33篇专业评论文章，影片的新鲜度有55%，其中18份“新鲜”，15份“烂”，觀眾滿意度為69%。

## 获奖与提名
《埃及艳后》在第36届学院奖角逐中获得了9项提名，并最终有4项获奖。
第36届奥斯卡金像奖
- 最佳艺术指导奖彩色類（获奖）
- 最佳摄影奖彩色類（获奖）
- 最佳服装设计奖彩色類（获奖）
- 最佳视觉效果奖（获奖）
- 最佳影片奖（提名）
- 最佳男主角奖：雷克斯·哈里遜（提名）
- 最佳剪辑奖（提名）
- 最佳原创配乐奖（提名）
- 最佳音效奖（提名）

第21届金球奖
- 最佳影片（正剧类）：提名
- 最佳导演：提名
- 最佳电影男主角：提名
- 最佳电影男配角：提名

## 50周年紀念修復版
Schawn Belston擔任20世紀福斯的圖書館和技術服務高級副總裁，負責為公司製作電影的修復版。經過兩年的流程，他在2013年修復了4小時8分鐘的版本。